# Bonan Dolok (Sitahuis)
Bonan Dolok is een bestuurslaag in het regentschap Tapanuli Tengah van de provincie Noord-Sumatra, Indonesië. Bonan Dolok telt 1160 inwoners (volkstelling 2010).